# Ravenna (Nebraska)
Ravenna é uma cidade localizada no estado americano de Nebraska, no Condado de Buffalo.

## Demografia
Segundo o censo americano de 2000, a sua população era de 1341 habitantes.
Em 2006, foi estimada uma população de 1274, um decréscimo de 67 (-5.0%).

## Geografia
De acordo com o United States Census Bureau, a localidade tem uma área de 1,9 km², sem área coberta por água. Ravenna localiza-se a aproximadamente 612 m acima do nível do mar.

## Localidades na vizinhança
O diagrama seguinte representa as localidades num raio de 28 km ao redor de Ravenna.